# Ruché
La ruché es una uva tinta de la región del Piamonte, Italia. Se utiliza sobre todo para la fabricación del vino Ruché di Castagnole Monferrato. Este vino es poco producido y le fue concedida la Denominazione di Origine Controllata (DOC) por decreto presidencial del 22 de noviembre de 1987 y en 2010 el Estado italiano le concedió la Denominazione di Origine Controllata e Garantita (DOCG). El área actual de la DOC solo abarca alrededor de 40 hectáreas de viñedos en los alrededores de las localidades de Castagnole Monferrato, Refrancore, Grana, Montemagno, Viarigi, Scurzolengo y Portacomaro. Esto hace que el vino Ruché di Castagnole Monferrato sea uno de los vinos varietales menos producidos de Italia. La uva se cultiva en cierta medida en la vecina provincia de Alessandria.
Existe cierto debate sobre el origen de la uva ruché. Una teoría es que la variedad es autóctona de las colinas al noreste de la ciudad de Asti. Otra teoría es que la uva es una variación local de una uva francesa importada. Ha crecido en la zona durante, al menos, cien años, pero hasta hace muy poco no se había consumido fuera de las zonas donde se producía. El vino Ruché di Castagnole Monferrato tiende a tener un cuerpo medio con notas a pimienta y bayas silvestres y aromas florales. El citado vino suele tener una acidez moderada y taninos suaves. En el Piamonte suele acompañar a carnes cocinadas a fuego lento, quesos y setas.

## Historia
Los orígenes exactos de ruché son desconocidos y varios ampelógrafos sostienen diferentes teorías. Las dos teorías más importantes son que, o bien la uva es nativa de la región del Piamonte, o que se originó en Borgoña y fue llevada al Piamonte en algún momento del siglo XIX. Durante la mayor parte de su historia, su cultivo fue poco conocido. A principios del siglo XXI hubo un ligero resurgimiento del interés en ella a raíz del vino DOC Ruché di Castagnole Monferrato.

## Vinos
La ruché tiene algunas similitudes con la uva nebbiolo. Ambas tienden a producir vinos muy tánicos, de color claro, con aromas y bouquet pronunciados. Los vinos a menudo se caracterizan por dejar un regusto amargo.

## Sinónimos
La ruché es conocida con varios nombres. En el área de Piamonte, donde crece la variedad, se habla un dialecto que es una mezcla entre el francés y el italiano, por lo que a ruché (francés) puede llamársele rouchet, rouchet, ruchè o rouche.